# Barre des Écrins
Barre des Écrins (4102 m n.p.m., fr. La Barre des Écrins) – najwyższy szczyt w grupie Écrins w Alpach Delfinackich we Francji. Znajduje się na terenie Parku Narodowego Écrins (fr. Park National des Écrins).
Jest to pierwszy – od południa – czterotysięcznik Alp. Ma kształt potężnej, wyszczerbionej łopaty, której południowo-zachodnia ściana jest skalista, a północno-wschodnia – pokryta polami śnieżnymi i lodowcami.
Usytuowana w samym sercu masywu, trudno dostępna i prawie niewidoczna z otaczających masyw dolin, przez długi czas góra nie przyciągała zainteresowania pierwszych zdobywców szczytów alpejskich. O jej dominacji w całej grupie górskiej przekonano się dopiero po zdobyciu w 1828 r. jednego z wierzchołków położonego w sąsiedztwie Mont Pelvoux. Do 1860 r., tj. do momentu przyłączenia do Francji Sabaudii z Mont Blanc, Barre des Écrins była najwyższym szczytem w tym państwie.
Barre des Écrins została zdobyta dopiero w 1864 przez Anglików Adolphusa W. Moore'a, Horace'a Walkera i Edwarda Whympera z przewodnikami Christianem Almerem i Michelem Crozem.
Góra dostępna jest dla zaawansowanych turystów wysokogórskich, tym niemniej większość wejść kończy się na nieco niższym i łatwiejszym wierzchołku północnym, zwanym Dôme de neige des Écrins.

## Bibliografia

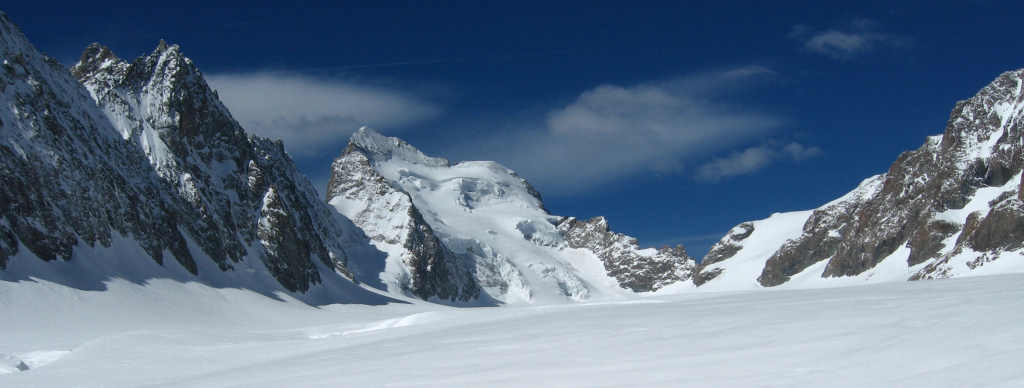
Barre des Écrins (najwyższy w głębi po lewej, obok niego po prawej kopuła Dôme de neige des Écrins) i lodowiec Glacier Blanc